# Corme-Royal
Corme-Royal is een gemeente in het Franse departement Charente-Maritime (regio Nouvelle-Aquitaine). De plaats maakt deel uit van het arrondissement Saintes. Corme-Royal telde op 1 januari 2022 1.969 inwoners.

## Geografie
De oppervlakte van Corme-Royal bedroeg op 1 januari 2022 27,18 vierkante kilometer; de bevolkingsdichtheid was toen 72,4 inwoners per km².
De onderstaande kaart toont de ligging van Corme-Royal met de belangrijkste infrastructuur en aangrenzende gemeenten.

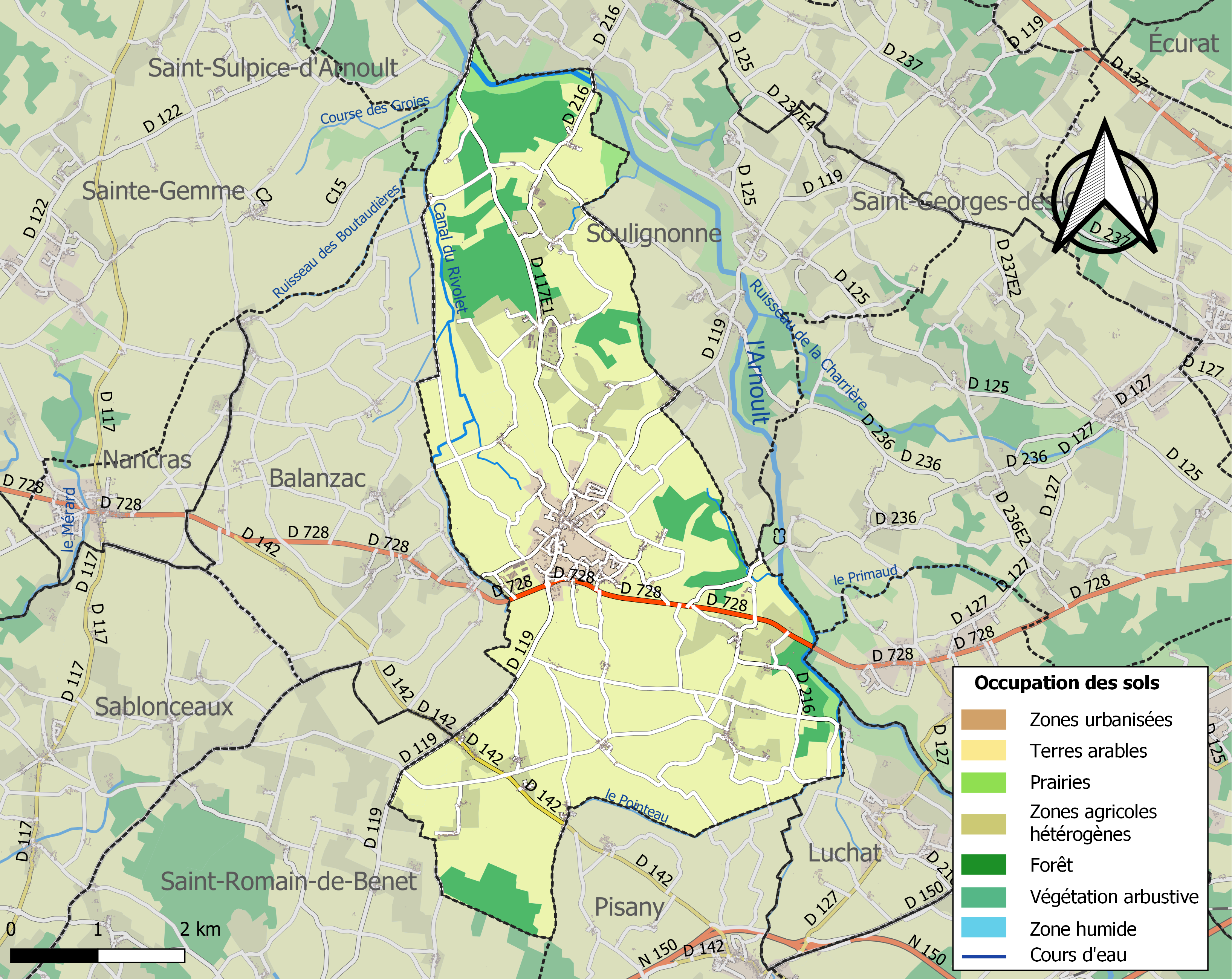

## Demografie
Onderstaande figuur toont het verloop van het inwonertal (bron: INSEE-tellingen).